# Обиршія (Горж)
Обиршія (рум. Obârșia) — село у повіті Горж в Румунії. Входить до складу комуни Денчулешть.
Село розташоване на відстані 189 км на захід від Бухареста, 45 км на південний схід від Тиргу-Жіу, 55 км на північ від Крайови.

## Населення
За даними перепису населення 2002 року у селі проживала 771 особа, усі — румуни. Усі жителі села рідною мовою назвали румунську.